# Ebberød
 For alternative betydninger, se Ebberød (flertydig). (Se også artikler, som begynder med Ebberød)
Ebberød er en bebyggelse sammenvokset med det øvrige Birkerød. Bebyggelsen kendes fra 1346 som Ebbæruth, "Ebbes rydning", en rydning i Rude Skov. I bebyggelsen ligger Ebberødgård.
Niels Eriksen overdrog 1346 Hørsholm Gods som trolovelsesgave til sin kommende svigersøn, ridder Niels Knudsen Manderup. Imidlertid fik parret ingen børn, så i 1382 fik en anden svigersøn, Bent Byg, godset.
Bent Byg havde en del gæld og gav på sit dødsleje (1391) dronning Margrete I pant i godset. Da hans enke senere samme år gik i kloster, overgik godset til kronen.
En del af de gamle bygninger er nu lavet om til almindelig beboelse, og der er bygget enkelte nye bygninger.